# Тейлор, Никки
Нико́ль Рене́ «Ни́кки» Те́йлор (англ. Nicole Renee «Niki» Taylor; 5 марта 1975, Форт-Лодердейл, Флорида, США) — американская фотомодель. Старшая сестра умершей фотомодели Крисси Тейлор (1978—1995).

## Личная жизнь
Никки Тейлор дважды была замужем, имеет четверых детей.
- Первый супруг — Мэтт Мартинес (род.1969), футболист. Были женаты в 1994—1996 года. В этом браке Никки родила сыновей-близнецов — Джека Мартинеса и Хантера Мартинеса (род. в декабре 1994).
- Второй супруг — Барни Ламар[англ.] (род.1980), автогонщик. Женаты с 27 декабря 2006 года. В этом браке Никки родила ещё двоих детей — дочь Силь Тейлор Ламар (04.03.09) и сына Рекса Харрисона Ламара (16.11.11).